# Campionati europei di pattinaggio di figura 1892
I Campionati europei di pattinaggio di figura 1892 sono la seconda edizione della competizione di pattinaggio di figura. Si sono svolti il 24 gennaio 1892 a Vienna. In programma le gare di singolo maschile. Vincitore della competizione fu l'austriaco Eduard Engelmann Jr..

## Risultati

### Uomini
| Posto | Nome                 | Nazione          |
| ----- | -------------------- | ---------------- |
| 1     | Eduard Engelmann Jr. | Impero austriaco |
| 2     | Tibor von Földvary   | Ungheria         |
| 3     | Georg Zachariades    | Impero austriaco |
| 4     | Karl Kaiser          | Impero austriaco |
| 5     | Josef Novy           | Impero austriaco |
| 6     | Gustav Hügel         | Impero austriaco |
| 7     | Alfred Klement       | Impero austriaco |
| 8     | Fritz Ahrendt        | Impero tedesco   |
| R     | Carl Sage            | Impero austriaco |
| R     | Fritz Rehm           | Impero tedesco   |